# Bill Peet

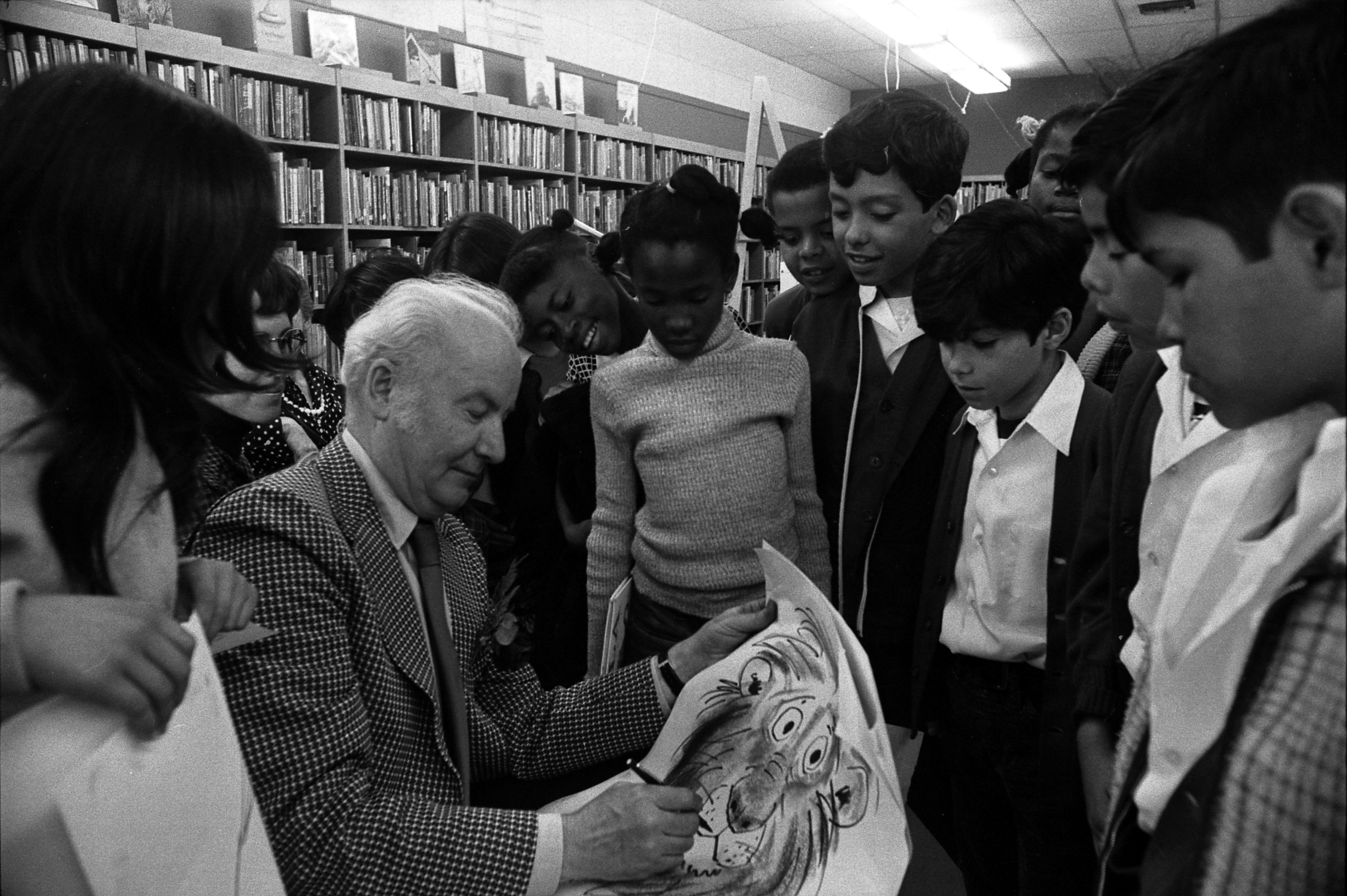
Bill Peet mit einer Zeichnung von Hubert, dem Löwen (1974)

Bill Peet (* 29. Januar 1915 in Grandview, Indiana; † 11. Mai 2002 in Studio City, Kalifornien; eigentlich William Bartlett Peed) war von 1937 bis 1964 Zeichner und Geschichtenschreiber für die Disney-Studios. Insbesondere im englischsprachigen Raum wurde er bekannt für seine eigenen Kinderbücher. Für Walt Disney arbeitete er – teils federführend – an den Zeichentrickfilmen Onkel Remus’ Wunderland, Ein Champion zum Verlieben, Cinderella, 101 Dalmatiner,  Die Hexe und der Zauberer sowie an anderen Filmen und Geschichten. Bill Peet war verheiratet und hatte zwei Kinder, Bill und Stephen.

## Leben und Werk
Bis 1937, vor seiner Zeit bei Disney arbeitete Bill Peet in einer Grußkartenfirma. 1964 verlässt Peet Disney. Nachdem Peet Disney verlassen hatte, begann er, Kinderbücher zu schreiben und selbst zu illustrieren. Sein erstes Buch war Huberts haarsträubende Abenteuer (1959). 1988 veröffentlichte er seine ebenfalls von ihm illustrierte Autobiographie.
Bill Peets Kinderbücher sind liebevoll illustriert und zeichnen sich durch eine kreative Sprache aus. Seine hoffnungsfrohen Geschichten, deren Hauptcharaktere oft Tiere sind, eignen sich gut für Kinder. Oft versuchen sich die Hauptcharaktere erfolgreich an ihren Vorhaben – trotz anfangs geringer Hoffnung auf Erfolg – oder lassen sich durch Miesepeter nicht davon abhalten, was sie gerade tun wollen oder nach Kompromissen zu suchen, die alle zufrieden machen. Häufig haben die Geschichten ein überraschendes Ende.
Die Sprache ist, obwohl in Prosa verfasst, sehr lyrisch. Sie ist spielerisch, aber nicht niveaulos und wird im Zweifelsfall durch die einprägsamen und anziehenden Bilder erläutert.
Bill Peets Kinderbücher sind insbesondere im englischsprachigen Raum weit verbreitet und bekannt. Er erhielt zahlreiche Preise, so zum Beispiel den Annie Award.
Peet wird oft in einem Atemzug mit den – ebenfalls im englischsprachigen Raum bekannten – Kinderbuchautoren Dr. Seuss und Maurice Sendak genannt.

## Auszeichnungen
- 1996 – Ernennung zur „Disney-Legende“ („Disney-Legend“)

## Werke

### Im deutschsprachigen Raum erschienen
- Abschied von der friedlichen Wiese
- Ach du lieber Weihnachtsmann
- Buffo, das kleine Bergschaf
- Bufo, das kleine Großhorn
- Der Dingdongdilli/Öller das Wunderschwein
- Der böse Bär Brutus
- Ella
- Flieg, Picko, flieg
- Huberts haarsträubendes Abenteuer
- Jochen und Josephine
- Unser Freund Capy
- Wanda fliegt ins Glück
- Wie Drufus der Drache seinen Kopf verlor

Die meisten der deutschsprachigen Bücher erschienen im Carlsen-Verlag. Weiterhin ebenfalls im Carlsen Verlag ist Ein Krebs namens Paul erschienen.

### Im englischsprachigen Raum erschienen
- The Ant and the Elephant
- Big Bad Bruce
- Bill Peet: An Autobiography
- Buford the Little Bighorn
- The Caboose Who Got Loose
- Capyboppy
- Chester the Worldly Pig
- Cock-a-Doodle Dudley
- Cowardly Clyde
- Cyrus the Unsinkable Sea Serpent
- Eli
- Ella
- Encore for Eleanor
- Farewell to Shady Glade
- Fly, Homer, Fly
- The Gnats of Knotty Pine
- 1960: Goliath II
- How Droofus the Dragon Lost His Head
- Hubert’s Hair-Raising Adventure
- Huge Harold
- Jennifer and Josephine
- Jethro and Joel Were a Troll
- Kermit the Hermit
- The Kweeks of Kookatumbdee
- The Luckiest One of All
- Merle the High Flying Squirrel
- No Such Things
- Pamela Camel
- Perle the High Flying Squirrel
- The Pinkish, Purplish, Bluish Egg
- Randy’s Dandy Lions
- Smokey
- The Spooky Tail of Prewitt Peacock
- The Whingdingdilly
- The Wump World
- Zella, Zack, and Zodiac